# Bal'arab bin Himyar
Bal'arab bin Himyar (... – 1749), è stato imam dell'Oman dal 1728 al 1737 e dal 1743 al 1749.
Fu eletto imam nel 1728. Deteneva il potere solo nell'interno dell'Oman mentre suo cugino, Sayf bin Sultan II, deteneva il potere sulla costa. Nel 1737, rinunciò alle sue pretese al trono dopo essere stato sconfitto dagli alleati persiani di Sayf. Fu nuovamente eletto imam nel 1743 durante un'altra invasione persiana e mantenne nuovamente il potere solamente nell'interno mentre Ahmed bin Sa'id Al Bu Sa'id fu riconosciuto come sovrano dal popolo costiero. Morì in battaglia contro il rivale nel 1749, che poco dopo divenne il sovrano indiscusso del paese.

## Lotta con Sayf bin Sultan II
Nel 1724 l'imam Sayf bin Sultan II fu deposto da Muhammad bin Nasir, che fu eletto imam il 2 ottobre 1724. Il suo rivale, Khalf bin Mubarak, suscitò problemi tra le tribù settentrionali. Nel 1728 vi fu uno scontro a Sohar dove rimasero uccisi sia Khalf bin Mubarak che Muhammad bin Nasir. Il presidio di Sohar riconobbe imam Sayf bin Sultan II che poté reinstallarsi a Nizwa. Tuttavia, alcuni abitanti di Az Zahirah elessero imam il cugino di Sayf, Bal'arab bin Himyar.
Iniziò una lotta prolungata in cui Sayf non fu in grado di sottomettere Bal'arab bin Himyar. Mandò suo fratello, Bal'arab bin Sultan, ad aiutare la tribuù dei Beni Ruwaihah, che Bal'arab bin Himyar stava combattendo. Il risultato fu una sconfitta per i Beni Ruwaihah, che a quel punto riconobbero Bal'arab bin Himyar. Egli tornò a Nizwa e iniziò le operazioni per sottomettere il distretto circostante. Prese Belad Sait e poi Bahila. Dopo questo, l'imam rivale rimase armato ma evitò le ostilità per alcuni anni. Bel'arab ebbe il sostegno della fazione Ghafiri, controllava la maggior parte delle regioni interne e gradualmente ottenne il controllo su diversi territori. Tuttavia, sebbene Sayf fosse sostenuto solo dai Beni Hina e da alcune tribù alleate aveva il controllo della marina e dei principali porti marittimi di Mascate, Burka e Sohar. Lo stallo ebbe conseguenze economiche disastrose.
Intorno al 1736 Sayf ingaggiò una compagnia di beluci armati di moschetti e li pose sotto la guida di suo fratello Bal'arab bin Sultan. Essi furono definitivamente sconfitti da Bal'arab bin Himyar. Disperato, Sayf bin Sultan chiese aiuto allo scià Nadir Shah. Secondo lo storico Samuel Barrett Miles, non è chiaro se i persiani arrivarono in Oman su invito di Sayf bin Sultan o di propria iniziativa. È certo che Sayf bin Sultan unì le sue forze con le quando arrivarono. I persiani sbarcarono nel marzo del 1737. Sayf bin Sultan si unì ai persiani. Marciarono verso Az Zahirah dove si incontrarono e diressero le loro forze contro Bal'arab bin Himyar. Questi si affrettò a tornare a Nizwa e migliorò le difese. I persiani continuarono la loro avanzata verso l'interno, conquistando città, uccidendo, saccheggiando e catturando schiavi. Sayf ruppe i rapporti con i persiani e si diresse a Mascate. I persiani completarono la loro campagna e si imbarcarono portando con sé il loro bottino.

## Lotta con i persiani
Dopo la sua sconfitta nel 1737, Bal'arab bin Himyar accettò di rinunciare alla sua pretesa di imam. Per alcuni anni Sayf bin Sultan fu sovrano indiscusso, anche se le tribù non gli diedero un sostegno sincero. Sayf bin Sultan condusse una vita autoindulgente, che gli alienò le simpatie delle tribù. Nel febbraio del 1742 fu proclamato imam un altro membro della famiglia Yaruba, Sultan bin Murshid, un altro nipote del grande imam Sayf bin Sultan. Sultan bin Murshid fu installato a Nakhal e iniziò a perseguitare Sayf bin Sultan, che di nuovo fece appello ai persiani per chiedere aiuto e promise di cedere loro Sohar. Fresco di una vittoriosa campagna in India, Nadir Shah inviò una spedizione di 6000 uomini sotto Mirza Mohammed Taki Khan, che arrivò a Julfar intorno all'ottobre del 1742. I persiani assediarono Sohar e mandarono anche forze a Muscat, ma non furono in grado di prendere posto in entrambi.
Nel 1743 Sayf fu indotto a consegnare gli ultimi forti di Mascate mentre era ubriaco a un banchetto e morì poco dopo. I persiani presero Mascate e attaccarono di nuovo Sohar a nord. L'imam Sultan bin Murshid fu ferito a morte sotto le mura di Sohar a metà del 1743. Bal'arab bin Himyar fu eletto imam al suo posto. Tuttavia, era geloso del popolare governatore di Sohar, Ahmed bin Sa'id Al Bu Sa'id, e non gli forniva supporto militare. Dopo aver sopportato nove mesi di assedio a Sohar, Ahmad bin Sa'id negoziò una resa onorevole e venne confermato governatore di Sohar e Barka' in cambio del pagamento di un tributo. Nel 1744 fu eletto imam. Nel tempo le forze persiane si ridussero a causa delle diserzioni. Nel 1747 Ahmad invitò il rimanente presidio persiano a un banchetto nel suo forte di Barka' dove li massacrò.

## Lotta finale con Ahmed bin Said
Dopo che Ahmad bin Sa'id aveva cacciato i persiani dall'Oman, le tribù della fazione Hinawi lo riconobbero come imam, così come alcune tribù Ghafiri. Bal'arab bin Himyar mantenne il sostegno di alcuni dei Ghafiri di Dhahireh e del Semail. Bal'arab bin Himyar raccolse una potente forza militare e marciò su Mascate ma non riuscì a conquistare quella città. Tentò quindi di prendere Sohar. Ahmad andò a sostenere la difesa ma fu abbandonato dalle sue truppe nella battaglia di Bitnah verso l'inizio del 1745 e fu costretto a fuggire. Per diversi anni Bal'arab bin Himyar fu riconosciuto come il vero imam. Controllava completamente l'interno, mentre Ahmed aveva potere solo nell'area costiera. Nel 1749 Ahmad radunò un esercito e si mosse contro Bal'arab, che si accampò vicino a Jebel Akhdar con forze inferiori. Nella battaglia finale, nella seconda metà del 1749, Bal'arab fu sconfitto e ucciso. Con lui ebbe termine il governo della dinastia Yaruba. Le tribù, stanche della guerra, si unirono sotto Ahmad bin Sa'id.